# Марколин, Мессия
Мессия Ян Альфредо Марколин (англ. Messiah Jan Alfredo Marcolin, при рождении Брур (Bror) Ян Альфредо Марколин, также известен как Эдди (Eddie) Марколин) (р. 10 декабря 1967, Роннебю) — шведский вокалист, наиболее известный своим сотрудничеством с дум-метал-коллективом Candlemass. Один из основателей группы Memento Mori, в качестве приглашённого вокалиста в 2007 году выступал с симфо-метал-группой Therion. Обладает ярко-индивидуальным глубоким «пасторским» голосом и колоритной внешностью: весит около 120 кг, выступает в стилизованной монашеской рясе и с чётками в руках.
| Мой отец раньше часто твердил мне (да и сейчас продолжает!): «У тебя прекрасный оперный голос!» Иногда на саундчеках я пою что-нибудь из классики. Но чтобы быть классическим певцом, нужно музыкальное образование, нужны специальные уроки вокала, нужно уметь читать ноты. А все, что я могу читать — это дешевые «карманные» триллеры! |

## Биография
Брур Марколин родился в 1967 году в Швеции. Его отец был выходцем из Италии (Венеция). Ещё будучи подростком, Брур начал петь в самодеятельных группах. Родственники и друзья называли его Фредди, от его итальянского имени Альфредо. Мальчику уже тогда не нравилось это имя, и он просил называть себя Эдди, друзья называют его так до сих пор.

### Mercy
Первый альбом с вокалом юного Марколина был записан в 1984 году. Локальная группа Mercy, ориентированная в своём творчестве на манеру Black Sabbath, записала миньон, оставалось наложить голос, а вокалиста у них не было. Эдди пригласили спеть для группы, что он и сделал. На следующий год Эдди записал ещё один альбом с группой, Witchburner, остающийся лучшим в их дискографии. В это время популярность набирала исполнительница, сделавшим своим сценическим псевдонимом первую часть своего имени — Мадонна — и Эдди подумал «Если она называет себя Мадонной, почему я не могу назвать себя, скажем, Мессией?!» И он официально сменил имя Брур на Мессия. После релиза Witchburner Марколин покинул группу, так как простое повторение звучания Black Sabbath его не устраивало, он искал развития, и, наконец, его просто интересовала более тяжёлая музыка.

### Работа с Candlemass
Марколин присоединился к думовой команде Candlemass Лейфа Эдлинга в 1987 году. У группы уже был в активе один альбом Epicus Doomicus Metallicus (1986), записанный с сессионным вокалистом Йоханом Ланквистом.

Когда я услышал «Epicus Doomicus Metalicus», я был просто без ума. Я не мог поверить, что эта группа из Швеции! Я достал телефон Лейфа, позвонил ему и сказал: «Я буду петь в твоей группе!» Если я был без ума от его музыки, значит, он был прав!

Дебют Мессии в Candlemass состоялся с выходом их второго альбома Nightfall (1987). На следующий год последовала студийная работа Ancient Dreams, а в 1989 году был записан концептуальный альбом Tales of Creation. Все три альбома сейчас признаются классикой дума, а также лучшими в дискографии Candlemass. Кроме того, Мессия записал с группой концертный альбом Live в 1990 году.
В 1991 году, во время тура Tales of Creation, между Мессией и Эдлингом возникли разногласия по поводу дальнейшего развития группы, и Марколин покинул её состав:

В группе царила тяжелая обстановка, а когда я услышал, что Лейф хочет, чтоб я изменил свой вокальный стиль, чтобы я пел более высоким вибратто, более грубым голосом, чем-то похожим на Роба Хэлфорда, я расстроился крайне. Я певец, а не визгля! Я пришел в студию и сказал всем: fuck off, «я ухожу из группы».

Следующий альбом Candlemass, с новым вокалистом, выдержанный в стиле, близком к пауэр-метал, стал более ориентированным на американский рынок. Фактически, по звучанию, это была новая группа под прежним названием, альбом не оправдал ожиданий поклонников группы, и очередную пластинку Эдлинг выпустил под новой вывеской — Abstrakt Algebra.

### Memento Mori и Colossus
В 1992 году Марколин и гитарист Майк Уид основали думовый проект Memento Mori, в котором сочетались звучание Candlemass и Hexenhaus, ещё одной группы Уида. Мессия спел на двух альбомах группы: Rhymes of Lunacy (1993) и Life, Death, and Other Morbid Tales (1994), после чего был вынужден её также покинуть, так его имя не указывали как соавтора, хотя он прописывал все вокальные партии. Следующий альбом Memento Mori Уид записал с другим вокалистом.
В это время, в 1996 году несколько бывших участников шведской группы Stillborn, распавшейся в 1993 году, вместе с Марколином основали проект Colossus. Состав записал кавер на песню Sad but True для трибьюта Metallica «Metal Militia: A Tribute To Metallica-2» (1996). Colossus были близки к живому выступлению на Kiss Convent в Стокгольме, но концерт отменили. Группа записала несколько треков, выпустила демо, но до выхода альбома дело не дошло. Ощутимых результатов от сотрудничества не было, музыканты решили разойтись. Решающим фактором стало расстояние — Мессия жил в Стокгольме, а остальные музыканты в Гётеборге.
Марколин вернулся в Memento Mori к записи четвёртой студийной работы, Songs for the Apocalypse, Vol. 4 (1997), спел на нём и даже написал тексты к некоторым песням. Его имя, как полноправного соавтора, наконец появилось в буклете, но альбом стал последним и для этой группы — её также было решено распустить.

### Воссоединение Candlemass

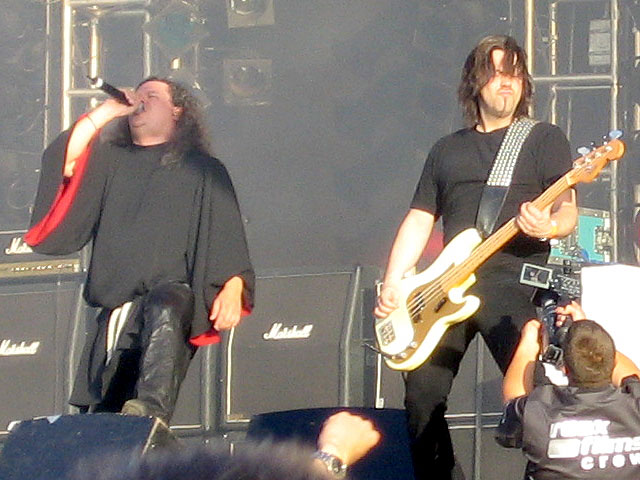
Candlemass на Wacken Open Air, 2005

Мессия Марколин поучаствовал в записи альбома дэт-металической команды Satariel. Его голос звучит на треках «The Sun is Grey», «Holy Trinity» и «Doveshooter» с пластинки Phobos and Deimos, изданной в 2002 году. Также в 2002 году появилось демо состава Requiem, состоящее из трёх треков. Кроме Мессии в Requiem вошли гитарист Микаэль Самуэльсон из Bloodstone и клавишник Петер Моор (Peter Moore). Как и в случае с Colossus дальше выпуска демо работа не сложилась, группа стала повторять уже пройденное Candlemass, а собственного звучания музыканты найти не смогли. Продолжать не имело смысла.
В этом же, 2002 году состоялось воссоединение Candlemass в «золотом» составе.
| Мне хорошо от медленных и грустных мелодий! Эти депрессивные и мрачные мелодии доставляют мне радость! Меня угнетает, когда я слышу эти …ые Limp Bizkit или Linkin Park! Вот когда я готов заплакать! Я ненавижу этот попс, который сейчас почему-то называют роком! Для меня Бритни Спирс и Linkin Park — одно и то же! Нравится мне тяжелый и медленный стафф! |

Состоялось турне, итогом которого стал двойной диск «Doomed For Live — Reunion 2002», записанный в ходе концерта в Стокгольме. В 2004 году увидел свет сборник Essential Doom, завершал который трек Witches — демоверсия новой композиции, вошедшей в очередной «номерной» альбом группы, ставший к тому же с ней одноимённым: Candlemass (2005).
Затем Марколин появился на двух DVD-релизах, также посвящённых воссоединению, (Documents of Doom и The Curse of Candlemass), охватывающих две эры истории группы, когда он был её фронтменом. Однако вскоре вслед за этим, в октябре 2006, Candlemass заявили, что Мессия их вновь покидает.

### После Candlemass
В 2007 году Мессия был приглашён Therion поучаствовать в нескольких выступлениях. В июле 2008 года на его страничке на сервисе MySpace появилось сообщение, что Мессия пишет материал для сольного альбома.

## Награды
Дважды был признан лучшим вокалистом года авторитетным журналом Metal Hammer.

## Интересные факты
Основная работа Мессии Марколина — оператор вилочного погрузчика на складе.